# Frankluquetia inexpectata
Frankluquetia inexpectata là một loài bọ cánh cứng trong họ Cerambycidae.